# Винград
Винград — выступающая часть (прилив) на казне старинных гладкоствольных и нарезных артиллерийских орудий, заряжавшихся с дула. 
Основным назначением винграда является облегчение вспомогательных действий с орудием, как, например: при перевозке или установке орудия на лафет. На Царь-пушке винград отсутствует, но там вышеназванные вспомогательные функции выполняют восемь скоб (по четыре с каждой стороны) размещенных на стволе орудия.
Чаще всего винград делался в виде шара, соединенного шейкой с тарелью казенной части и площадкой сверху для установки орудийного квадранта; иногда снабжался сквозным отверстием (так называемое винградное ухо) для пропуска брюка (смоленая или белая толстая верёвка вант-тросовой работы, служащая для задержки орудия во время отката при выстреле).
Иногда, например у карронад, винград служил гайкой для винта подъёмного механизма. 
В бронзовых орудиях винграду нередко придавались различные причудливые формы (чаще всего в виде шишки, головы единорога или в виде грозди ягод винограда, что, по всей видимости, и дало ему название).